# Gene Colan
Eugene Jules Colan (/ˈkoʊlən/; Bronx, Nova York, 1 setembre de 1926 - Bronx, Nova York, 23 de juny de 2011) va ser un artista de còmics nord-americà principalment conegut pel seu treball per a Marvel Comics, on els seus títols insígnia inclouen la sèrie del superheroi Daredevil, la sèrie satírica de culte Howard the Duck i The Tomb of Dracula, considerada una de les sèries de terror clàssiques del còmic. Va co-crear a Falcon, el primer superheroi afroamericà dels còmics principals, i el primer en coprotagonitzar-ne un (quan la sèrie del Capità Amèrica va incloure el nom del Falcon al títol de portada), posteriorment interpretat per Anthony Mackie al Marvel Cinematic Universe (MCU); Carol Danvers, que es convertiria en Ms. Marvel i en Capitana Marvel, i és interpretada per Brie Larson al MCU; i el caçador de vampirs no disfraçat, sobrenatural Blade, que va aparèixer en una sèrie de pel·lícules protagonitzades per Wesley Snipes a partir de Blade (1998).
Colan va ser introduït al Saló de la Fama del Còmic de Will Eisner el 2005.

## Primers anys de vida
Eugene Jules Colan va néixer l'1 de setembre de 1926 fill de Harold Colan, un venedor d'assegurances, i Winifred Levy Colan, una comerciant d'antiguitats, al Bronx, a la ciutat de Nova York. Els seus pares dirigien un negoci d'antiguitats al Upper East Side. La seva família era jueva i el cognom de la família havia estat originalment "Cohen". Colan va començar a dibuixar als tres anys. "El primer que vaig dibuixar mai va ser un lleó. Vaig haver de copiar-ho absolutament o alguna cosa així. Però això és el que em van dir els meus. I a partir de llavors, només vaig dibuixar-ho tot a la vista. El meu avi era el meu tema preferit". Entre les seves primeres influències, va dir el 2001, la tira còmica d'aventura Dickie Dare al The New York Sun, a l'època en què se n'encarregava Coulton Waugh. Estava influenciat per l'estil, o per la història. Majoritàriament la història. M'ho prenia molt seriosament." Es va mudar amb la seva família "als quatre anys aproximadament" a Long Beach, Nova York, a Long Island. Més tard, intentaria copiar les portades de l'artista Norman Rockwell a The Saturday Evening Post. Altres principals influències artístiques van ser els artistes de còmics Syd Shores i Milton Caniff. Colan va assistir a la George Washington High School a la secció Washington Heights de Manhattan i va continuar els seus estudis a la Art Students League de Nova York.

## Carrera

### Inicis professionals
Colan va començar a treballar en còmic el 1944, realitzant il·lustracions per a l'editorial Fiction House a la sèrie d'aventures d'aviació Wings Comics. "un treball d'estiu abans que entrés al servei", va ser el seu primer treball publicat, la secció de no-ficció "Wing Tips" d'una sola pàgina, on representava un caça Ping-Mustang P-51B (número 52, data de portada desembre 1944). La seva primera història de còmics va ser una obra de "Clipper Kirk" de set pàgines al número del mes següent.
Després de intentar allistar-se al cos de marines dels Estats Units durant la Segona Guerra Mundial però sent expulsat pel seu pare "perquè jo era menor d'edat", Colan als "18 o 19" es va allistar al cos aeri de l'exèrcit. Originalment programat per ser enviat a escoles d'artilleria a Boulder, Colorado, els plans van canviar amb el final sobtat de la guerra. "Anava a ser un tirador aeri. Un bombarder. Però no es va materialitzar mai ", va recordar el 2001. Després de formar-se en un campament de l'exèrcit a prop de Biloxi, Mississipi, es va unir a les forces dels Estats Units a les Filipines. Colan va pujar al rang de caporal, va dibuixar pel Manila Times i va guanyar un concurs d'art.
Al seu retorn a la vida civil el 1946, Colan va anar a treballar per a la precursora del 1940 dels Marvel Comics, Timely Comics. Va recordar el 2000,
| « | (anglès) I was living with my parents. I worked very hard on a war story, about seven or eight pages long, and I did all the lettering myself, I inked it myself, I even had a wash effect over it. I did everything I could do, and I brought it over to Timely. What you had to do in those days was go to the candy store, pick up a comic book, and look in the back to see where it was published. Most of them were published in Manhattan, they would tell you the address, and you'd simply go down and make an appointment to go down and see the art director. Al Sulman, listed in Timely mastheads then as an "editorial associate", "gave me my break. I went up there, and he came out and met me in the waiting room, looked at my work, and said, 'Sit here for a minute'. And he brought the work in, and disappeared for about 10 minutes or so ... then came back out and said, 'Come with me'. That's how I met [editor-in-chief] Stan [Lee]. Just like that, and I had a job. | (català) Estava vivint amb els meus pares. Treballar molt dur en una història de guerra, d'unes set o vuit pàgines, i feia tota la rotulació jo mateix, entintava jo mateix, fins i tot efectuava l'esborrat. Feia tot el que podia i ho vaig portar a Timely. El que havíeu de fer aquells dies era anar a la botiga de dolços, agafar un còmic i mirar al darrere per veure on es publicava. La majoria d'ells eren publicats a Manhattan, us deien l'adreça i simplement anaveu i concertàveu una cita per anar i veure el director d'art. Al Sulman, apareixia a la llista de caps de Timely, llavors com a "associat editorial","em va donar una pausa. Vaig anar allà i ell va sortir i em va trobar a la sala d'espera, va mirar el meu treball i em va dir: "Segui aquí un minut". I va portar-se l'obra i va desaparèixer durant uns 10 minuts més o menys ... després va tornar a sortir i em va dir: "Vine amb mi". Així vaig conèixer [el director- cap] Stan [Lee]. Símplement així, i jo conseguia un treball. | » |

L'historiador del còmic Michael J. Vassallo identifica aquesta primera història com "Adam and Eve - Crime Incorporated" a Lawbreakers Always Lose #1 (data de portada de primavera de 1948), amb el número de treball (job number) intern 2401. Assenyala una altra història, "The Cop They Couldn't Stop" a All-True Crime # 27 (abril de 1948), número de treball 2505, es pot haver publicat primer, citant la diferent nomenclatura de data de portada ("Spring" contra "April") per la incertesa.
Contractat com a "llapis de personal", Colan "va començar a uns 60 dòlars setmanals. ... Syd Shores va ser el director d'art". A causa del treball de Colan que no va ser acreditat, com era habitual en aquells temps, els crèdits integrals per a aquesta època són difícils, si no impossibles de determinar. El 2010, va recordar la seva primera portada per un número de Captain America Comics; Colan va dibuixar la història principal de 12 pàgines a la publicació núm. 72, l'autor de la portada del qual no està determinada. Definitivament va dibuixar la portada del número final, el còmic de terror Captain America's Weird Tales #75 (febrer de 1950), que no incloïa el superheroi titular ni a la portada ni a l'interior.
Després que pràcticament tot el personal puntual es deixés anar el 1948 durant una caiguda de la indústria, Colan va començar a treballar com autònom per a National Comics, el futur DC Comics. Rigurós en la precisió, va investigar minuciosament les seves incontables històries de guerra per All-American Men at War, Captain Storm i Our Army at War de DC, així com per al precursor dels anys 1950 de Marvel, Atlas Comics, a les sèries Battle, Battle Action, Battle Ground., Battlefront, GI Tales, Marine in Battle, Navy Combat i Navy Tales. El primer crèdit confirmat de Colan durant aquest temps es com dibuixant a llapis i entintador de sis pàgines de la història poicíaca de ficció "Dream of Doom", per un escriptor sense acreditar, a Lawbreaker Always Lose #6 (febrer de 1949) d'Atlas.
A principis dels anys cinquanta vivia a Nova Rochelle, Nova York. Al voltant d'aquest temps, va fer el seu primer treball per a DC Comics, després el líder de la indústria, a la sèrie amb llicència Hopalong Cassidy, basada en la pel·lícula i heroi de l'oest de TV, dibuixant-la entre 1954 i 1957. Als anys seixanta va viure a Nova Jersey, on van créixer els seus fills Adrienne, Erik i Nanci.

### Edat de plata
Mentre treballava com autònom pels còmics romàntics de DC als anys seixanta, Colan va fer el seu primer treball de superherois per a Marvel amb el pseudònim Adam Austin. Adaptant-se al format immediatament, va introduir el serial "Sub-Mariner" a Tales to Astonish, i va succeir a Don Heck a "Iron Man" a Tales of Suspense .
Poc després que Colan comencés aquest periode amb pseudònim, l'editor Marvel Stan Lee va fer gestions per atreure'l de DC. Va recordar Colan,
| « | (anglès) Stan asked me to come over and work with him. I don't remember how, but I do know that we made a connection, and he asked me, "How about coming over?" And so, my answer was — I think this was at his house; I had some work to deliver late one night; it was in the wintertime, and I went over and delivered it — and he asked me to come over to Marvel, and I said, "Well, what's the inducement? Why should I leave DC and come over to work with you, unless there's a little something in it for me to do that? I'm not just going to leave them [DC]." He said, "Well, if you're looking for more money, there's no point to it." I said, "What do you mean?" [laughs] He said, "Simply because, sooner or later, they're going to have to fire you, and you'll have to come over here." [laughs] I smiled, and I said, "Stan, I think I have to go." And I shook his hand, and I said, "That's okay, I'll just stay where I am." The next day, I got a phone call from Stan, because I had asked for more money, and he gave it to me. He tried to bluff me, and ... then I came over. | (català) Stan em va demanar que vingués a treballar amb ell. No recordo com, però sé que vam fer una connexió i em va preguntar: "Què passa?" I la meva resposta va ser: crec que això era a casa seva; tenia una mica de feina per lliurar tard una nit; era a l'hivern, i vaig passar i la vaig lliurar, i em va demanar que vingués a Marvel, i li vaig dir: "Bé, quin inducentió té? Per què he de deixar el DC i venir a treballar amb tu, tret que hi hagi alguna petita cosa per a mi per fer-ho? No els vaig a deixar-los [a DC] sense més." Va dir: "Bé, si estàs buscant més diners, no apunta a això". Vaig dir: "Què vols dir?" [riu] Va dir: "Simplement perquè, tard o d'hora, hauran de despatxar-te, i hauràs de venir aquí". [riu] Vaig somriure i vaig dir: "Stan, crec que me n'he d'anar". I vaig donar-li la mà i vaig dir: "Està bé, només em quedaré on estic." L'endemà, vaig rebre una trucada telefònica de Stan, perquè havia demanat més diners, i me'ls va donar. Va intentar fer-me un farol, i... després vaig venir. | » |

Sota el seu propi nom, Colan es va convertir en un dels principals artistes de l'Edat de Plata a Marvel, il·lustrant una sèrie de personatges tan importants com el Capità Amèrica, Doctor Strange (tant a finals dels anys seixanta com a la meitat dels anys setanta) i el seu personatge, Daredevil. Operant, com altres artistes de la companyia, amb l'anomenat "Mètode Marvel", en què el redactor en cap i escriptor principal Stan Lee "només em parlava durant uns minuts per telèfon, em diu el començament, el mig i el final. [d'una història] i no gaire més, potser quatre o cinc paràgrafs, i després em va dir que fes [una història de 20 pàgines] amb això”, proporcionant art a les quals Lee esciuria el diàleg i subtítols: Colan va forjar un estil propi, diferent al dels artistes Jack Kirby i Steve Ditko, a qui Lee assenyalaria com a exemples de l'estil Marvel.
| « | (anglès) Whatever book he thought was selling, he would have the rest of the staff try to copy the same style of work, but I wouldn't do it. I'd tell him if you want Stevie Ditko then you'll have to get Stevie Ditko. I can't do it, I have to be myself. So he left me alone. ... He knew I meant it and that I couldn't do it and there was no point in trying to force me to do it. Stan recognized something in my work from the very start, whatever that was, that gave [me] my first big break. And I always got along very well with Stan; not everybody can say that but I did ... so he let me do pretty much what I wanted to do ... [T]here was always some little change here and there, but basically he left me alone. ... And I was intimidated by Stan. I didn't want to go into his office, it upset me a little bit, but he was very nice to me. He left me pretty much alone because I was able to deliver pretty much what he was looking for, so we never had any trouble. | (català) Fos quin fos el còmic que pensés vendre, feia que la resta del personal intentés copiar el mateix estil de treball, però jo no ho faria. Li vaig dir si vols Stevie Ditko, llavors hauràs d'aconseguir Stevie Ditko. No ho puc fer, jo he de ser jo mateix. Així que em va deixar sol. ... Sabia que ho deia seriosament i que no ho podia fer i no tenia cap sentit intentar obligar-me a fer-ho. Stan va reconèixer alguna cosa en el meu treball des del principi, fos el que fos, que [em] va donar el primer gran descans. I sempre he tingut molt bona relació amb Stan; no tothom ho pot dir això, però jo sí ... així que em va deixar fer pràcticament el que volia fer ... Sempre hi havia algun mica de canvi aquí i allà, però bàsicament em va deixar fer. ... I em va intimidar Stan. No volia entrar al seu despatx, em va molestar una mica, però era molt simpàtic per a mi. Em va deixar prou lliure perquè pogués entregar pràcticament el que ell volia, de manera que mai vam tenir cap problema. | » |

Lee i Colan van introduir al Jester (Bufó) a Daredevil # 42 (juliol de 1968). La llarga durada de Colan a la sèrie Daredevil abastava tots excepte tres número en una etapa per la resta ininterrompuda, de 81 números del número 20-100 (setembre de 1966-juny de 1973), a més de la inicial Annual de Daredevil (1967). Va tornar a dibuixar deu números repartitat entre 1974 i 1979, i una etapa de vuit números al 1997. Colan va admetre confiar en les amfetamines per tal de complir els terminis per il·lustrar la sèrie Doctor Strange, per a la qual visitaria personalment el barri de Manhattan de la vida real del personatge, el Greenwich Village, i va fer fotografies Polaroid per utilitzar-les com a referència d'ubicació. El Captain Marvel, un personatge creat per assegurar la marca comercial del nom, va fer la seva estrena a Marvel Super-Heroes #12 (desembre de 1967) per Lee i Colan. Els Guardians of the Galaxy originals van aparèixer per primera vegada a Marvel Super-Heroes #18 (gener de 1969) de l'escriptor Arnold Drake i Colan.
A Captain America # 117 (setembre de 1969), Colan i l'escriptor-editor Stan Lee van crear el Falcon, el primer superheroi afroamericà d'un dels còmics principals, que poc després va coprotagonitzar. El personatge, va aparèixer, com va recordar Colan el 2008,
| « | (anglès) ... in the late 1960s [when news of the] Vietnam War and civil rights protests were regular occurrences, and Stan, always wanting to be at the forefront of things, started bringing these headlines into the comics. ... One of the biggest steps we took in this direction came in Captain America. I enjoyed drawing people of every kind. I drew as many different types of people as I could into the scenes I illustrated, and I loved drawing black people. I always found their features interesting and so much of their strength, spirit and wisdom written on their faces. I approached Stan, as I remember, with the idea of introducing an African-American hero and he took to it right away. ... I looked at several African-American magazines, and used them as the basis of inspiration for bringing The Falcon to life. | (català) ... a finals dels anys seixanta [quan les notícies de la] guerra del Vietnam i les protesta pels drets civils eren esdeveniments habituals, i Stan, sempre volent estar al capdavant de les coses, va començar a introduir aquests titulars a la còmics. ... Un dels passos més importants que vam fer en aquesta direcció va venir a Captain America. Em va agradar dibuixar gent de tota mena. Vaig dibuixar el màxim nombre de persones diferents a les escenes que vaig il·lustrar i em va encantar dibuixar persones negres. Sempre he trobat interessants els seus trets i la seva força, esperit i saviesa escrits a les seves cares. Jo em vaig apropar a Stan, com recordo, amb la idea d'introduir un heroi afroamericà i ell el va portar de seguida. ... Vaig mirar diverses revistes afroamericanes i les vaig servir com a base d'inspiració per donar vida a The Falcon. | » |

Paral·lelament al seu trasllat a Marvel, Colan també va contribuir a diverses històries a la línia de revistes de còmics de terror en blanc i negre de Warren Publishing, començant per la història de sis pàgines "Pay Pay the Piper", de l'escriptor Larry Ivie, a Eerie # 2 (març de 1966). Allà, i en històries posteriors per a la revista i la seva publicació germana, Creepy, Colan entinta el seu propi treball a llapis. La seva última història original Warren, "First Blood", apareix a Eerie # 11 (1967 setembre). La gran majoria d'aquests van ser escrits per l'editor Warren Archie Goodwin, amb qui Colan posteriorment col·laboraria en Iron Man.

### Dràcula i Batman
A la dècada de 1970, Colan va il·lustrar la totalitat dels 70 números de l'aclamat títol de terror The Tomb of Dracula, així com la majoria dels números de l'èxit de culte Howard the Duck, de l'escriptor Steve Gerber.
Colan, que ja era un dels artistes més ben consolidats i destacats de Marvel, va dir que havia fet pressió per obtenir la tasca de Tomb of Dracula.
| « | (anglès) When I heard Marvel was putting out a Dracula book, I confronted [editor] Stan Lee | (català) Quan vaig sentir que Marvel anava a publicant un còmic book de Dràcula, em vaig enfrontar a [l'editor] Stan [Lee] i li vaig demanar que em deixés fer-ho. No em va donar massa problemes, però, segons va resultar, va oblidar aquesta promesa, dient que l'havia promès a Bill Everett. Bé, justament allà vaig fer una proba. Stan no sabia de què volia fer, però vaig passar un dia a casa i vaig treballar en una mostra, fent servir Jack Palance com a inspiració per a enviar-la a Stan. Aquell mateix dia vaig rebre una trucada: "És teu." | » |
| — Stan [Lee] about it and asked him to let me do it. He didn't give me too much trouble but, as it turned out, he took that promise away, saying he had promised it to Bill Everett. Well, right then and there I auditioned for it. Stan didn't know what I was up to, but I spent a day at home and worked up a sample, using Jack Palance as my inspiration and sent it to Stan. I got a call that very day: 'It's yours. |                                                                                             | |   |

Colan i Marv Wolfman van crear diversos personatges de suport per a les sèries de Dràcula. Van introduir Blade a The Tomb of Drácula #10 (juliol de 1973) i Lilith a Giant-Size Chillers # 1 (juny de 1974). Colan es va convertir en l'artista del volum 2 de Doctor Strange amb el número #6 (febrer de 1975) que va introduir el personatge Gaea. El maig de 1976 es va produir un crossover entre les dues sèries dibuixades per Colan. El 2010, Comics Bulletin va classificar l'etapa de Colan amb The Tomb of Dracula en el lloc cinquè en la seva llista dels "Top 10 1970's Marvels" dels millors còmics de Marvel de la dècada de 1970. El seu treball a Doctor Strange va ocupar el lloc novè de la mateixa llista. La col·laboració de Colan amb Steve Gerber a la sèrie Howard the Duck va veure el personatge del títol nominat pel partit All-Night, un partit polític de ficció, com el seu candidat a la campanya presidencial de 1976, i va portar a Howard l'ànec a rebre milers de vots per inscripció a les eleccions reals. L'equip de Gerber-Colan va crear el Doctor Bong a Howard the Duck # 15 (agost de 1977). Gerber va dir després a Colan: "Allà hi havia una connexió telepàtica gairebé. Jo veia alguna cosa al meu cap, i això és el que dibuixaves! Mai havia tingut aquesta experiència amb un altre artista abans ni des de llavors."
Colan va tornar a DC el 1981, després d'un desencontre professional amb Jim Shooter, l'editor en cap de Marvel. Colan va recordar dues dècades més tard que Shooter
| « | (anglès) ... hated me. I was miserable. It was the worst experience ... one of the worst I've ever experienced. I had to leave Marvel because of him. I wouldn't stay, and I ... left everything behind. I left a pension plan, everything. I would have stayed, but Shooter gave me such a rough time. In fact, the vice president [of Marvel] had been down in a meeting with me and Shooter, trying to pacify me and get me to stay. And I just wouldn't do it, cause I could see the writing on the wall, and I knew where Shooter was heading, and I didn't want any more of it. | (català) ... em detestava. Jo era miserable. Va ser la pitjor experiència ... una de les pitjors que he experimentat. Vaig haver de deixar Marvel per culpa seva. No em quedaria, i ... ho vaig deixar tot enrere. Vaig deixar un pla de pensions, tot. M'hauria quedat, però Shooter em va donar un temps tan dur. De fet, el vicepresident [de Marvel] havia estat a la reunió amb mi i Shooter, intentant pacificar-me i fer-me quedar. I no ho faria, perquè veia l'escriptura a la paret i sabia cap a on es dirigia Shooter i no ho volia més. | » |

Va portar les seves textures ombrívoles i depriments a Batman, actuant com a artista principal del personatge des de 1981 fins a 1986, i va escriure la majoria dels números de Detective Comics i Batman durant aquest temps. El seu número de debut a la sèrie homònima del personatge va ser el # 340 (octubre de 1981). Amb l'escriptor Gerry Conway, Colan va revifar els supermalvats de l'edat d'or Doctor Death a Batman # 345 (març de 1982) i el Monk a Batman # 350 (agost 1982) i va introduir Killer Croc a Detective Comics # 523 (febrer 1983). Killer Croc apareix a la pel·lícula d'acció en directe Suicide Squad de 2016, interpretat per Adewale Akinnuoye-Agbaje. Un altre nou personatge, Nightslayer, va ser creat per Colan i Doug Moench a Detective Comics # 529 (agost 1983).
Al promocional insert preview (vista prèvia insertada) de DC Comics Presents #41 (gener de 1982), l'escriptor Roy Thomas i Colan van proporcionar a Wonder Woman un emblema "WW" estilitzat al seu cos, en substitució de l'àguila tradicional. L'emblema "WW", a diferència de l'àguila, es podia protegir com a marca comercial i, per tant, tenia un potencial de merchandising més gran. Wonder Woman # 288 (febrer de 1982) va estrenar el nou vestuari i un estandart de portada alterat que incorporava l'emblema "WW". Colan va ser un dels artistes de Wonder Woman # 300 (febrer de 1983) i es va quedar en la sèrie fins a l'edició # 305 en què ell i l'escriptor Dan Mishkin va tornar a introduir el personatge de Circe a la galeria d'adversaris de la Dona Meravella. Steve Gerber i Colan es van reunir a DC per produir la sèrie limitada de The Phantom Zone. Ajudant a crear nous personatges, a més, Colan va col·laborar en la dècada de 1980 amb l'estriptor de The Tomb of Dràcula Marv Wolfman als 14 números de Night Force amb els personatges introduïts en una vista prèvia insertada a The New Teen Titans #21 (juliol de 1982). Va ser un dels col·laboradors de la sèrie limitada de DC Challenge el 1985. A més, Colan va treballar amb Cary Bates en els 12 números de Silverblade; amb Greg Potter als 12 números de Jemm, Son of Saturn; i va dibuixar els primers sis números de la revival de 1987 de The Spectre de Doug Moench.
L'estil de Colan, caracteritzat pel dibuix fluid de figures i l'ús extensiu d'ombra, era inusual entre els artistes de còmics de l'edat de plata, i es feia més acusat a mesura que avançava la seva carrera. Normalment treballava com a dibuixant a llapis, amb Frank Giacoia i Tom Palmer com a entintadors més freqüents. Colan es va apartar del sistema de línia de muntatge dibuixant /entintador / colorista del còmic del mercat de masses creant dibuixos acabats en grafit i aquarel·la en projectes com la minisèrie de DC Comics Nathaniel Dusk (1984) i Nathaniel Dusk II (1985–86), i al serial "Ragamuffins" dins la sèrie de paraigües d'Eclipse Comics Eclipse # 3, 5 i 8 (1981–83), amb el seu col·laborador freqüent Don McGregor.
El seu treball en còmics independents inclou la novel·la gràfica d'Eclipse Detectives Inc .: A Terror Of Dying Dreams (1985), escrita per McGregor i reimpresa en to sèpia com a minisèrie d'Eclipse el 1987, i la minisèrie Predator: Hell & Hot Water per a Dark Horse Comics. Va contribuir a Archie Comics a finals dels anys 1980 i principis dels 90, dibuixant i escrivint ocasionalment diverses històries. El seu treball va incloure llapis de la sèrie de ciència-ficció lleugera Jughead's Time Police #1-6 (juliol de 1990 a maig de 1991) i el One-shot de 1990, To Riverdale and Back Again, una adaptació del telefilm de la NBC sobre els personatges d'Archie 20 anys després, emesa el 6 de maig de 1990; Stan Goldberg va dibuixar les parts amb els personatges del flashback com a adolescents, mentre que Colan va dibuixar personatges adults, amb un estil menys cartoon, amb Mike Esposito entintant a tots dos.
De tornada a Marvel, va col·laborar de nou amb Marv Wolfman i el veterà entintador Al Williamson en una nova sèrie The Tomb of Dracula, i amb Don McGregor en un serial de Black Panther a l'antologia Marvel Comics Presents, així com una adaptació de sis números de Clive Barker: "The Harrowers: Raiders of the Abyss".

### Darrers anys
Colan va introduir obres d'art a Hellbilly Deluxe (llançat l'agost de 1998), el primer àlbum en solitari de Rob Zombie, acreditat com Gene "The Mean Machine" Colan. Projectes no realitzats en aquest temps inclouen el còmic de Marvel Music Elvis: Mystery Train, que va estar en suspens, segons va dir el 1996, "quan Marvel va tenir problemes, de manera que tot es va aturar. Ara mateix és al limbe. El fill del senador Daniel Patrick Moynihan ho escriu..."
El 1998, Colan i el seu col·laborador de la tomba de Dràcula, Marv Wolfman, van tornar a treballar a la minisèrie de tres números de Dark Horse Comics The Curse of Dràcula (juliol-setembre de 1998). Dient que el còmic requeria "un Dràcula molt més jove i amb millor aspecte que a la seva sèrie anterior, Colan va utilitzar" el meu tallador de gespa [com] el meu model. ... Li vaig demanar que posés i ell ho va fer." Per a la mateixa empresa, a principis de la dècada següent, Colan va tornar als vampirs amb el one-shot de 2001 Buffy the Vampire Slayer: Tales of the Slayers, un òmnibus que va incloure l'escriptura "Nikk Goes Down" de 16 pàgines de l'escriptor Doug Petrie, protagonitzat per un assassí de vampirs de la dècada de 1970. vist en un episodi de la sèrie de televisió homònima.
Colan va dibuixar les pàgines finals de Blade vol. 3, # 12 (octubre de 2007), el número final d'aquesta sèrie, dibuixant una escena flashback en la qual el personatge porta el seu vestuari original de la sèrie dels anys 70 The Tomb of Dracula. Aquell mateix mes, per al número d'aniversari, Daredevil vol. 2, # 100 (oct. 2007), Colan fa el dibuix a llapis per a les pàgines 18–20 de la història de 36 pàgines "Without Fear, Part One"; el número també va reimprimir el Daredevil #90-91 (ag. -Sept. 1972) dibuixat per Colan.
A finals de la dècada de 1980, Colan, a més del seu art, va ensenyar a la Manhattan's School of Visual Arts and Fashion Institute of Technology, i va tenir exposicions a la Galeria Bess Cutler de la ciutat de Nova York i a la Galeria Elm Street Arts de Manchester, Vermont. S'havia traslladat al proper Manchester Center, Vermont, des de la ciutat de Nova York el 1990 o el 1991, i hi vivia des del 2001. Com a molt tard el 2009, havien tornat a la ciutat de Nova York, establint-se a Brooklyn.
L'11 de maig de 2008, la seva família va anunciar que Colan, que havia estat hospitalitzat per insuficiència hepàtica, havia sofert un fort deteriorament de la seva salut. Al desembre, s'havia recuperat prou per viatjar per una signatura a la botiga a Califòrnia. Va continuar produint treballs de còmics originals fins al 2009, dibuixant el Captain America # 601 de 40 pàgines (setembre de 2009), pel qual va guanyar un premi Eisner.

## Vida personal
Gene Colan es va casar dues vegades: primer amb Sallee Greenberg, amb qui va tenir dos fills, Valerie i Jill, abans que la parella es divorciés, i amb Adrienne Brickman, amb qui va tenir dos fills més, Erik i Nanci. Adrienne Colan va morir el 21 de juny de 2010.
Colan va morir al Bronx el 23 de juny de 2011, amb 84 anys, després de complicacions de càncer i malalties hepàtiques. Vivia a Brooklyn en el moment de la seva mort.

## Premis i honors
La col·laboració de Colan amb Steve Gerber a Howard the Duck va rebre el 1977 i el 1978 Premi Eagle pel còmic favorit (Humor) i va ser nominada a quatre Premis Eagle el 1978. Colan va rebre un premi Inkpot el 1978.
El 2005, Colan va entrar a la sala de fama de Will Eisner, de la indústria del còmic. Posteriorment va guanyar el premi Eisner 2010 al millor número autoconclusiu (juntament amb l'escriptor Ed Brubaker) pel seu treball a Captain America #601 (setembre de 2009).
El Cartoon Art Museum de San Francisco va presentar la retrospectiva "Colan: Visions of a Man without Fear" (Colan: Visions d'un home sense por" del 15 de novembre del 2008 al 15 de març del 2009.
Colan va ser el destinatari del premi Sparky del 2008, presentat el 4 de desembre del 2008 i va guanyar el Premi Sergio de la Comic Art Professional Society el 24 d'octubre de 2009.

## Còmics

### DC Còmics
- All-American Men of War #3-4, 6-9, 43, 112-113 (1953-1966)
- Batman #340, 343–345, 348–351, 373, 383 (1981–1985)
- Batman: Gotham Knights (Batman Black and White) #15 (2001)
- Captain Storm #4, 13, 16 (1964-1966)
- DC Challenge #1 (1985)
- DC Comics Presents #41 (Wonder Woman preview) (1982)
- DC Science Fiction Graphic Novel #2 Nightwings (1986)
- Detective Comics #510, 512, 517, 523, 528–538, 540–546, 555–567 (1982–1986)
- Elvira's House of Mystery #11 (1987)
- Falling in Love #68, 73, 75, 81, 84, 87 (1964-1966)
- Fury of Firestorm #19, Annual #4 (1984–1986)
- G.I. Combat #113 (1965)
- Girls' Love Stories #113, 115, 118, 145, 165, 167, 174 (1965-1972)
- Girls' Romances #101, 103, 106-109, 111-115, 117-119, 123 (1964-1967)
- Heart Throbs #87, 89, 91, 97-98, 100, 106-107 (1963-1967)
- Hopalong Cassidy #86-122 (1954-1957)
- House of Secrets #63 (1963)
- Jemm, Son of Saturn #1-12 (limited series) (1984–1985)
- Just Imagine Stan Lee With Jim Lee Creating Wonder Woman (història de complement) (2001)
- Legion of Super-Heroes vol. 2 #311 (1984)
- Legion of Super-Heroes vol. 3 #27 (1986)
- Little Shop of Horrors adaptació de la pel·lícula #1 (1987)
- My Greatest Adventure #72-75, 77 (1962-1963)
- Mystery in Space #13, 26 (1953-1955)
- Nathaniel Dusk #1–4 (1984)
- Nathaniel Dusk II #1–4 (1985–1986)
- The New Teen Titans #21 (Night Force preview) (1982)
- Night Force #1–14 (1982–1983)
- Our Army at War #5-19, 144, 162, 169, 173 (1952-1966)
- Our Fighting Forces #86-87, 95, 100 (1964-1966)
- Phantom Zone #1–4 (1982)
- Sea Devils #13 (1963)
- Secret Hearts #92, 94, 96-107, 109-114 (1963-1966)
- Secret Origins #5 (Crimson Avenger) (1986)
- Silverblade #1–12 (1987–1988)
- Spectre vol. 2 #1–6 (1987)
- Star Spangled War Stories #17-18, 20, 121, 123, 128 (1954-1966)
- Strange Adventures #30 (1953)
- Western Comics #62 (1957)
- Who's Who: The Definitive Directory of the DC Universe #2, 11, 16–17, 25 (1985–1987)
- Wonder Woman #288–305 (1982–1983)
- World's Finest Comics #274 (Zatanna); #297, 299 (Superman and Batman) (1981–1984)
- Young Love #52, 56, 61, 65-66 (1965-1968)
- Young Romance #128, 131, 133 (1964)

### Eclipse Còmics
- Detectives Inc.: A Terror of Dying Dreams #1-3 (1987)
- Eclipse Monthly #3-4 (1983-1984)
- Eclipse Magazine #3, 5, 8 (1981-1983)
- Ragamuffins #1 (1985)
- Stewart the Rat graphic novel (1980)

### Marvel Còmics
- 2-Gun Western #4 (1956)
- 2099 Unlimited #9 (1995)
- 3-D Tales of the West #1 (1954)
- Adventure into Mystery #7 (1957)
- Adventures into Terror #3, 5, 14, 21, 24-25, 28-29 "(1951-1954)
- All-True Crime #46 (1951)
- All-True Crime Cases #27, 33 (1948-1949)
- Amazing Adventures #3-5 (Black Widow); #26 (Killraven) (1970-1974)
- Amazing Detective Cases #9 (1951)
- Amazing Mysteries #32-33 (1949)
- Astonishing #12, 20, 29, 56 (1952-1956)
- Astonishing Tales #7–8 (Doctor Doom) (1971)
- The Avengers #63–65, 206–208, 210–211 (1969-1981)
- Battle #11, 16-17, 19, 24, 33-35, 38, 41, 43, 47-56, 58-59 (1952-1958)
- Battle Action #8, 15, 19, 21-22, 24-25, 28-30 (1953-1957)
- Battle Ground #3, 11-13, 16-20 (1955-1957)
- Battlefield #5, 11 (1952-1953)
- Battlefront #21-22, 24-25, 27, 32-35, 38-40, 42-43, 45-48 (1954-1957)
- Bible Tales for Young People #4 (1954)
- Black Rider #11 (1950)
- Blade #1 (1998)
- Captain America #116–137, 256, 601, Annual #5 (1969-1981, 2009)
- Captain Marvel #1–4 (1968)
- Combat #5, 11 (1952-1953)
- Combat Kelly #3 (1952)
- Commando Adventures #1-2 (1957)
- Complete Mystery #1 (1948)
- Crime Can't Win #1 (1950)
- Daredevil #20–49, 53–82, 84–100, 110, 112, 116, 124, 153–154, 156–157, 363, 366–368, 370, Annual #1 (1966-1979, 1997)
- Daredevil vol. 2 #20 (2001)
- Doctor Strange #172–178, 180–183 (1968-1969)
- Doctor Strange, vol. 2, #6–18, 36–45, 47 (1975-1981)
- Doctor Strange, Sorcerer Supreme #19 (1990)
- Dracula Lives #6, 8 (1973-1974)
- Frontier Western #1-2, 6 (1956)
- G.I. Tales #5-6 (1957)
- Giant-Size Chillers #1 (1974)
- Gunhawk #16, 18 (1951)
- Gunsmoke Western #35-39, 42, 72, 76 (1956-1963)
- Harrowers #1-6 (1993-1994)
- Haunt of Horror #2 (1974)
- Howard the Duck #4–20, 24–27, 30–31 (1976-1979)
- Howard the Duck magazine #1–5, 7–9 (1979-1981)
- Hulk! #11, 19, 24-27 (1978-1981)
- Iron Man #1, 253, Annual #10, 13, 15 (1968-1994)
- Iron Man and Sub-Mariner #1 (1968)
- Journey into Mystery #2, 23, 40, 81-82 (1952-1962)
- Journey into Mystery vol. 2 #4 (1973)
- Journey Into Unknown Worlds #2, 6, 17, 19-20, 23, 29, 39 (1950-1955)
- Justice #4-5, 7, 22, 32, 35-36, 46 (1948-1954)
- Kid Colt Outlaw #52, 79, 110, 112, 114 (1955-1964)
- Lawbreakers Always Lose #6 (1949)
- Love Romances #101 (1962)
- Love Tales #62 (1955)
- Loveland #1 (1949)
- Man Comics #9, 13, 21, 23 (1951-1953)
- Marines at War #5-7 (1957)
- Marines in Action #5-6, 11-12 (1956-1957)
- Marines in Battle #1, 9-10, 17, 19-25 (1954-1958)
- Marvel Comics Presents #13–37, 101–108, 112 (1989-1992)
- Marvel Fanfare #51-52 (1990)
- Marvel Preview #8, 16, 23 (1976-1980)
- Marvel Spotlight #18-19 (Son of Satan) (1974)
- Marvel Super Heroes #12–13 (Captain Marvel), 15 (Medusa), 18 (Guardians of the Galaxy) (1967-1969)
- Marvel Super Special #6 (Jaws 2 adaptació de pel·lícula); 10(Star-Lord); #14 (Meteor adaptació de pel·lícula) (1978-1979)
- Marvel Tales #93-94, 96, 101, 105, 107, 118, 120-121, 127, 131, 140 (1949-1955)
- Marvel Team-Up #87 (1979)
- Men's Adventures #13-14, 19, 26 (1952-1954)
- Menace #6 (1953)
- Midnight Sons Unlimited #6 (1994)
- Monsters Unleashed #1 (1973)
- My Love #3 (1950)
- My Love vol. 2 #4-6, 8-9, 13, 15-16 (1970-1972)
- My Own Romance #11, 18, 44 (1950-1955)
- Mystery Tales #1, 3, 18, 35, 43 (1952-1956)
- Mystic #3, 7, 12, 21, 37, 60 (1951-1957)
- Navy Action #8, 10-11, 16-18 (1955-1957)
- Navy Combat #4, 6, 11, 13-18 (1955-1958)
- Navy Tales #3-4 (1957)
- Not Brand Echh #4-5, 8-9, 13 (1967-1969)
- Our Love #1 (1949)
- Our Love Story #3-6, 8, 10 (1970-1971)
- Outlaw Fighters #4 (1955)
- Police Action #1 (1954)
- Quick-Trigger Western #13, 16 (1956-1957)
- Rangeland Love #1 (1949)
- Rawhide Kid #35, 37-38 (1963-1964)
- Richie Rich #1 (adaptació de la pel·lícula) (1995)
- Riot #1 (1954)
- Savage Sword of Conan #33 (1978)
- Savage Tales #1 (1971)
- Secret Story Romances #9 (1954)
- Silver Surfer #1–3 (serial de The Watcher) (1968)
- Six-Gun Western #3 (1957)
- Spellbound #17, 28 (1953-1956)
- Sports Action #3 (1950)
- Spy Cases #1 (1950)
- Strange Stories of Suspense #13 (1957)
- Strange Tales #7-8, 11, 18, 20, 26, 53, 58-59, 97 (1952-1962); #169–173 (Brother Voodoo) (1973-1974)
- Sub-Mariner #10–11, 40, 43, 46-49 (1969-1972)
- Suspense #2-4, 9, 17 (1950-1952)
- Tales of Justice #62 (1956)
- Tales of Suspense #39 (1963); #73–99 (Iron Man) (1966-1968)
- Tales of the Zombie #6 (1974)
- Tales to Astonish (Sub-Mariner) #70–77, 79–82, 84–85, 101 (1965-1968)
- Teen-Age Romance #85-86 (1962)
- Thunderbolts '97 #1 (1997)
- The Tomb of Dracula #1–70 (1972-1979)
- The Tomb of Dracula magazine #3–6 (1979-1980)
- The Tomb of Dracula vol. 3 #1-4 (1991-1992)
- Tower of Shadows #3–4, 6 (1970)
- True Secrets #38 (1956)
- True Western #1 (1949)
- Two-Gun Kid #49 (1959)
- Two-Gun Western #5 (1956)
- Uncanny Tales #11, 16-17, 45, 49, 52 (1953-1957)
- Unknown Worlds of Science Fiction #1, 3, 5-6 (1975)
- Venus #12 (1951)
- War Action #14 (1953)
- War Adventures #6-7 (1952)
- War Combat #3 (1952)
- War Comics #1, 4, 28, 31, 34-36, 39, 41, 44-49 (1950-1957)
- Western Gunfighters #20, 25-27 (1956-1957)
- Western Outlaws #5, 10-11, 17, 20 (1954-1957)
- What If (Fantastic Four) #21 (1980)
- Wild #4 (1954)
- Wild Western #49 (1956)
- Wolverine #9, 24 (1989-1990)
- World of Fantasy #10 (1958)
- World of Mystery #6 (1957)
- Young Men #14-15, 20 (1952-1953)